# ロシアの宇宙開発

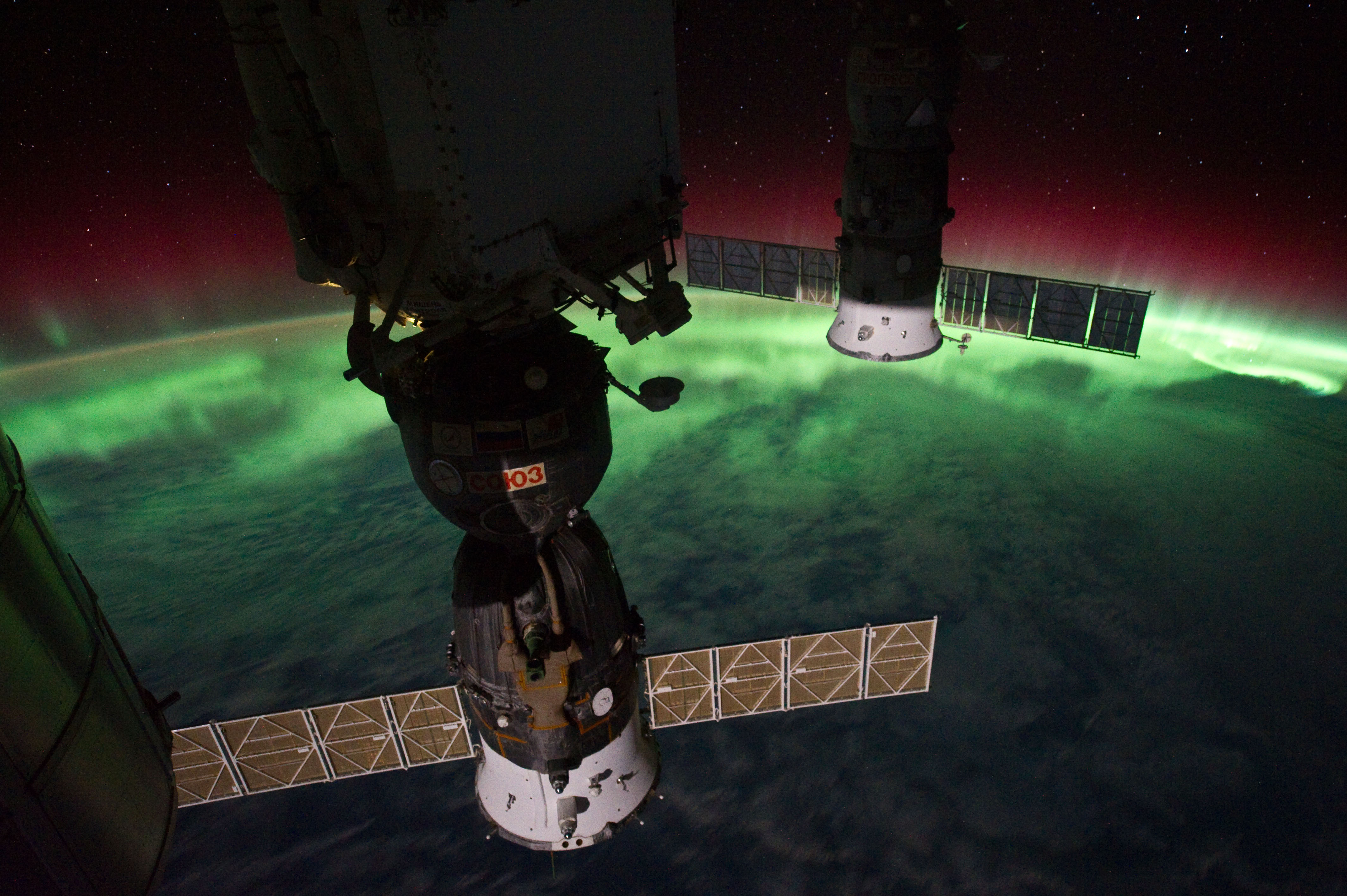
ソユーズ、プログレスと国際宇宙ステーション

ロシアの宇宙開発（ロシアのうちゅうかいはつ）では、ロシア連邦による宇宙開発について述べる。
現在のロシアは、その前身でもあるソビエト連邦の宇宙開発の遺産を多く保持している。ソビエト連邦時代は人類初の人工衛星打ち上げ（スプートニク1号）や有人宇宙飛行（ユーリイ・ガガーリン）を成功させ、有人月面着陸を除き、東西冷戦で対立するアメリカ合衆国の宇宙開発と並ぶ経験を持っていた。ソビエト連邦の崩壊後すぐに、アメリカと共同で宇宙ステーション「ミール」を利用するシャトル・ミール計画、日欧加を含めた国際宇宙ステーション（ISS）の共同利用などが行われた。アメリカのスペースシャトルが引退した2011年以降はISSへの有人輸送はロシアが一手に引き受けたが、2020年のドラゴン2で独占は崩れた。
米国と共同でインターナショナル・ローンチ・サービスを持つほか、エネルギア等も存在する。ミールでは商用宇宙旅行に近いレベルの宇宙飛行ができたほか、ISSへの商用宇宙旅行においてはスペースシャトルでなくソユーズが使われている。
一方でソビエト連邦の崩壊によって、資金調達などに大きな打撃を受けており、予算が以前よりも少ない状態から宇宙計画を再構築せざるを得なかった。また、一部システムや部品製造はウクライナなど独立した他の旧ソ連諸国に持っていかれてしまい、それらの調達に困難が伴うこともあった。
2021年時点、ロシアの宇宙利用は国営企業ロスコスモスと、軍事面ではロシア航空宇宙軍およびロシア戦略ロケット軍が担う。ロシア連邦大統領ウラジーミル・プーチンは「宇宙大国の地位を守らねばならない」と表明しているが、予算の制約などで、2020年の宇宙ロケット打ち上げ回数は17回と、米国（44回）や中華人民共和国（39回）より少ない。このため月探査基地建設への協力で覚書を結ぶなど中国の宇宙開発と連携する姿勢も示している。

## 歴史

### ソ連崩壊

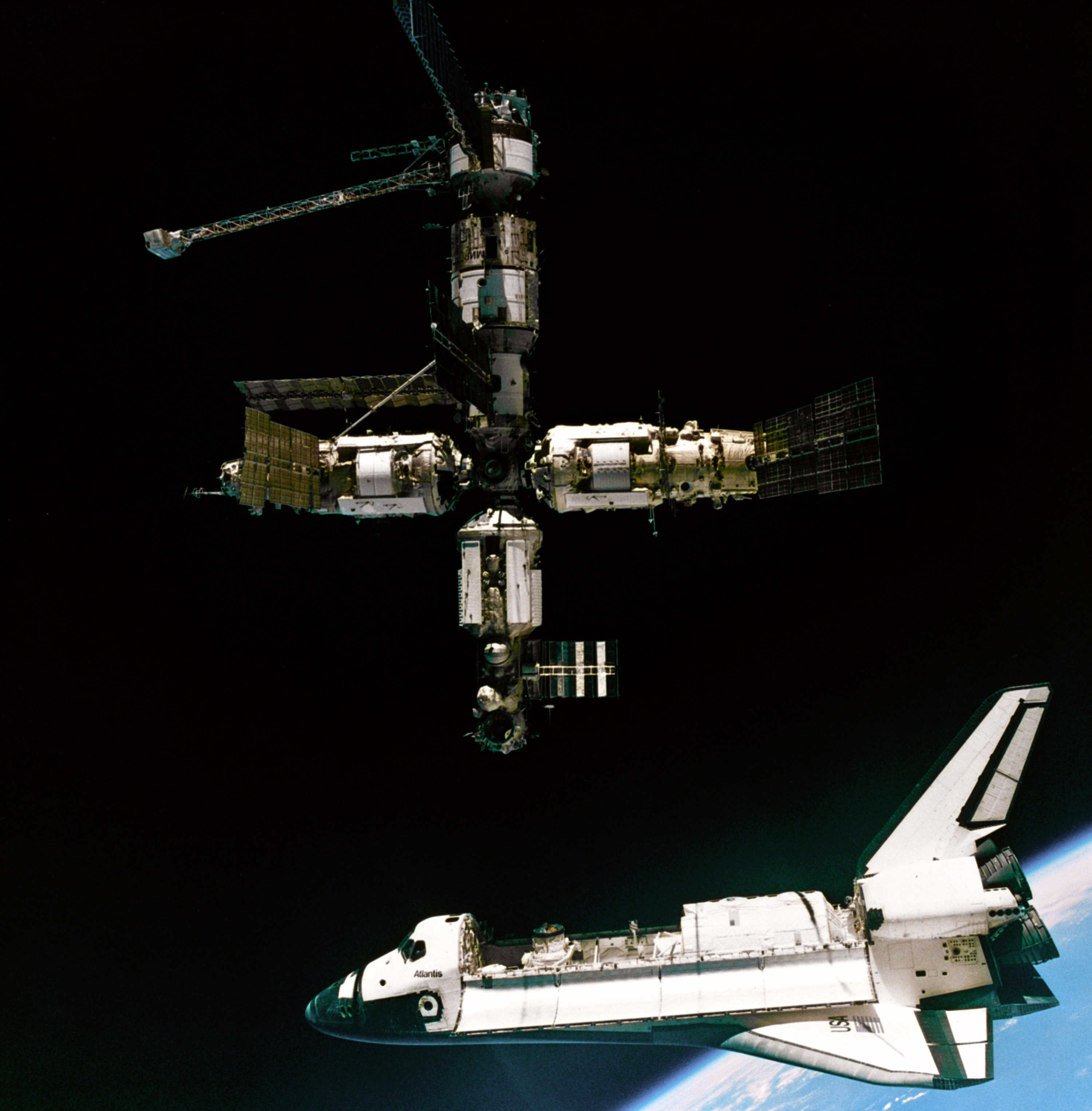
アトランティスとミール

ロシア連邦はソ連の中核であったロシア・ソビエト連邦社会主義共和国を中心に生まれた国家である。ソ連崩壊によって、旧ソ連諸国は混乱しており、ロシアの経済は大きく沈降していた。このあおりは、ロシアの宇宙開発費にも直撃した。これによってブラン計画など多くの宇宙開発が中止となった。また、クルスなど一部技術はソ連構成国だったウクライナのものとなり、バイコヌール宇宙基地はカザフスタン領になった。このため、ウクライナがクルスの値段を吊り上げることが可能になり、バイコヌールには貸借料が発生するようになった。これはロシア固有の自動ドッキングシステムの喪失であり、後に開発中であったTORUによるミールでの事故にもかかわっている。
予算的にミールの独力での維持ができなかったため、大型宇宙ステーション計画の進むアメリカと共同でシャトル・ミール計画を行った。これはアメリカから宇宙開発費を手に入れる大きな手段となったが、アメリカではロシアに資金を流しているだけという批判が大きく、1998年までで終了した。また、ミール行きの宇宙旅行がアメリカのミールコープで行われる予定であったが、ミールは放棄が決定し、2001年3月23日に太平洋上に落下した。
新宇宙ステーション計画 (ミール2) があったもののこれも予算からは厳しく、ミール2用に開発したモジュールを利用して多国間共同で開発の進むISSへ参加することになった。1998年11月20日にその始めとしてザーリャが打ち上げられ、ミール2のコアモジュールとなる予定であったズヴェズダも2000年7月12日に打ち上げられた。ISSではミールから使われているアンドロジナスドッキング機構がプログレスでの輸送に使われた。
宇宙探査ではロシアとして初の火星探査計画マルス96があったものの、これは打ち上げに失敗した。

### 新宇宙戦略
沈滞していた経済が好転を始めると、豊富な化石燃料販売の利潤を元手に予算と宇宙計画も立て直された。
欧州と共同実験を行ったり、また、世界の民間企業や新興宇宙開発国の小型衛星の打ち上げ受託なども非常に多く行ったりしており、年間に約30基程度ロケットを打ち上げた時期もあった。ガガーリン宇宙飛行士訓練センターではISSに向かう宇宙旅行客向けに訓練などを行った。
2008年、当時首相であったウラジーミル・プーチンは新宇宙戦略を発表し、今後の宇宙開発に積極的に取り組む姿勢を見せた。また、世界の商業的分野により進出することを目標とした。極東ロシアでのボストチヌイ宇宙基地の建設はソ連崩壊以後カザフスタンから借りていたバイコヌール宇宙基地への依存度を下げると共に、極東方面の開発強化を狙う方針と合致している。
新型宇宙船計画としてクリーペルのような再使用型の宇宙船が検討されたが、現在ではこれは中止となっている。

### 現在

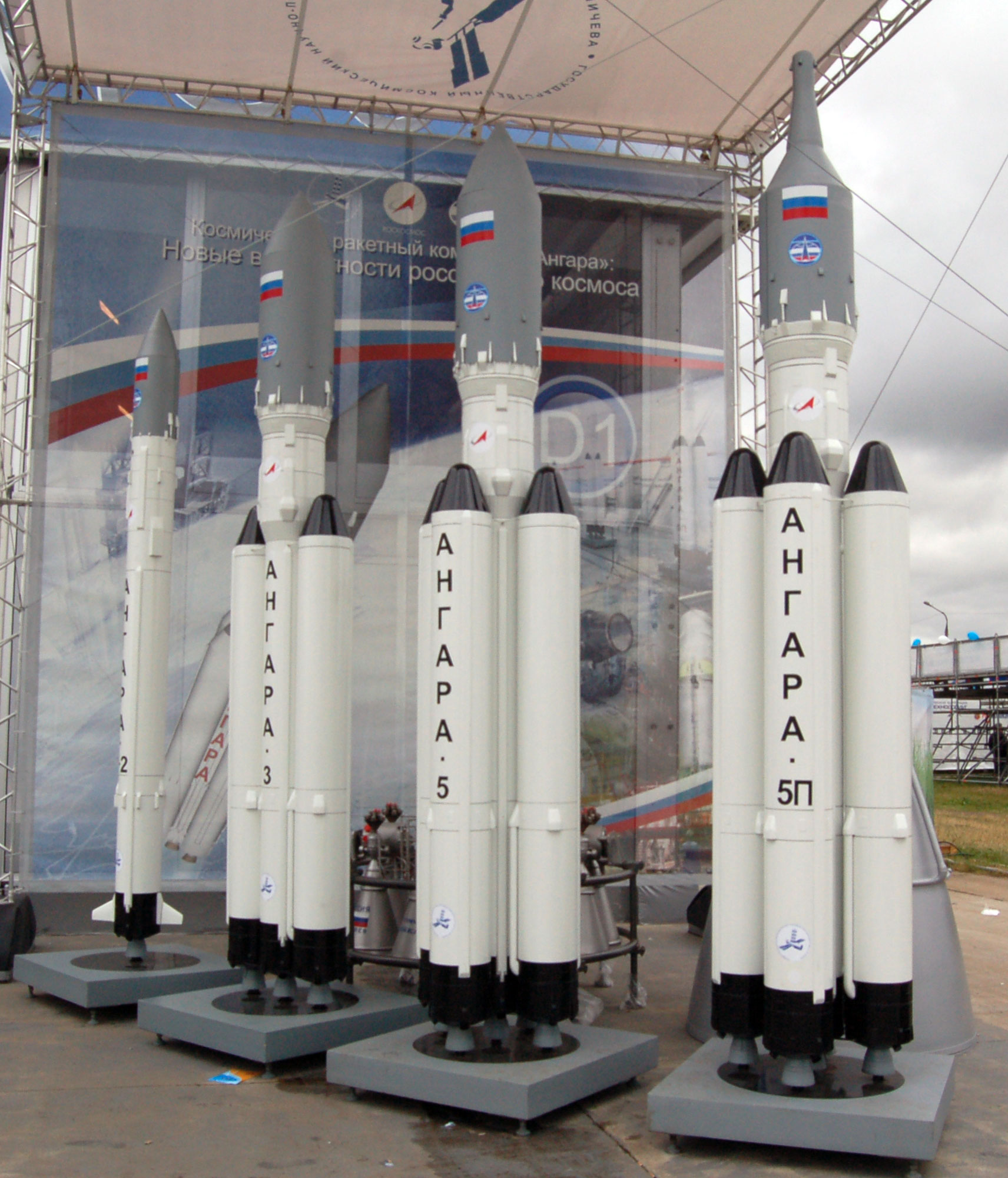
アンガラ・ロケット

2011年の金融危機から始まった世界不況のあおりを受け、ロシアの宇宙開発用の予算は減転しており、計画の進行は予定よりも遅れている。
このような中、韓国が開発する新型ロケット羅老の1段目はロシアのアンガラのものであり、これは他国の資金を取り入れながら自国のロケット開発を行おうという姿勢が見える。
2011年にはロケット打ち上げ失敗が多く発生し、ISSが無人になる可能性すらあった。中国の蛍火1号を載せていたフォボス・グルントも打ち上げに失敗し2012年初頭に地球へ落下している。
そのほかではロシア独自の衛星測位システムGLONASSの再構築を行っており、2011年に定数に達し全世界で利用可能となり、さらに2012年以降も打ち上げを続ける予定である。。
トラブルが相次ぐ宇宙産業の立て直しを図るため、ロシア政府は組織の再編を進めており、2014年にはロシアの民間宇宙企業を統合する形で国営企業統一ロケット・宇宙会社 (ORKK) が、2016年1月にはさらにロシア連邦宇宙局も統合した国営ロスコスモス社が発足した。

## 政策

### 目標
2015年までには以下のような目標が存在する。
- 宇宙環境下における新材料及び高純度物質の生産技術の開発
- 太陽系惑星への有人飛行を保証する技術発展のための、有人宇宙実験の実施
- ISSに対するロシアの国際義務の履行

なお、ロシアの宇宙庁長官は有人計画偏重から実利重視への変更を発表している

### 費用
宇宙開発費としては2011年には1150億ルーブルが計上されており、軍事目的でも多くの支出が行われていると考えられる。

## 組織
- ロスコスモス

### 施設
- ヤースヌイ宇宙基地
- カプースチン・ヤール
- プレセツク宇宙基地
- スヴォボードヌイ宇宙基地
- ボストチヌイ宇宙基地

### 関連企業
※2016年時点、主要企業はORKKを経て国営企業ロスコスモスへと統合されている。
- 統一ロケット・宇宙会社 (ORKK)
- S.P.コロリョフ ロケット&スペース コーポレーション エネルギア (RKKエネルギア)
- クルニチェフ国家研究生産宇宙センター
- レシェトニェフ (JSC ISS : 旧NPO PM)
- NPOエネゴマシュ
- TsSKBプログレス
- NPPズヴェズダ
- S・A・ラヴォーチキン記念科学製造合同

### 海外との合弁企業
- ユーロコット: ロコットロケットの打ち上げサービス会社
- ISCコスモトラス: ドニエプルロケットの打ち上げサービス会社
- インターナショナル・ローンチ・サービス: プロトンロケットの打ち上げサービス会社
- シーローンチ: ゼニットロケットの打ち上げサービス会社

## 開発状況
開発傾向はソビエトの物を引き継ぎながら、新しいものに更新することが目的になっている。また、ソ連崩壊後にウクライナで生産されていたもののロシアでの国産化も課題となっている。
- アンガラ・ロケット
  - 開発中の新型ロケット。幾つかの既存ロケットを代替するものとして開発が進められている。
- オリョール
  - 有人宇宙飛行船。ソユーズよりもより多人数を運べ、乗組員の空間に余裕のある機体を目指す。
- ルナグローブ計画
  - 月探査計画。1機目では月周回機と衝突体が、2機目では月面ローバーの着陸が計画されている。
- ベネラD
  - 金星探査機。周回機と着陸機が計画されている。

## 軍事

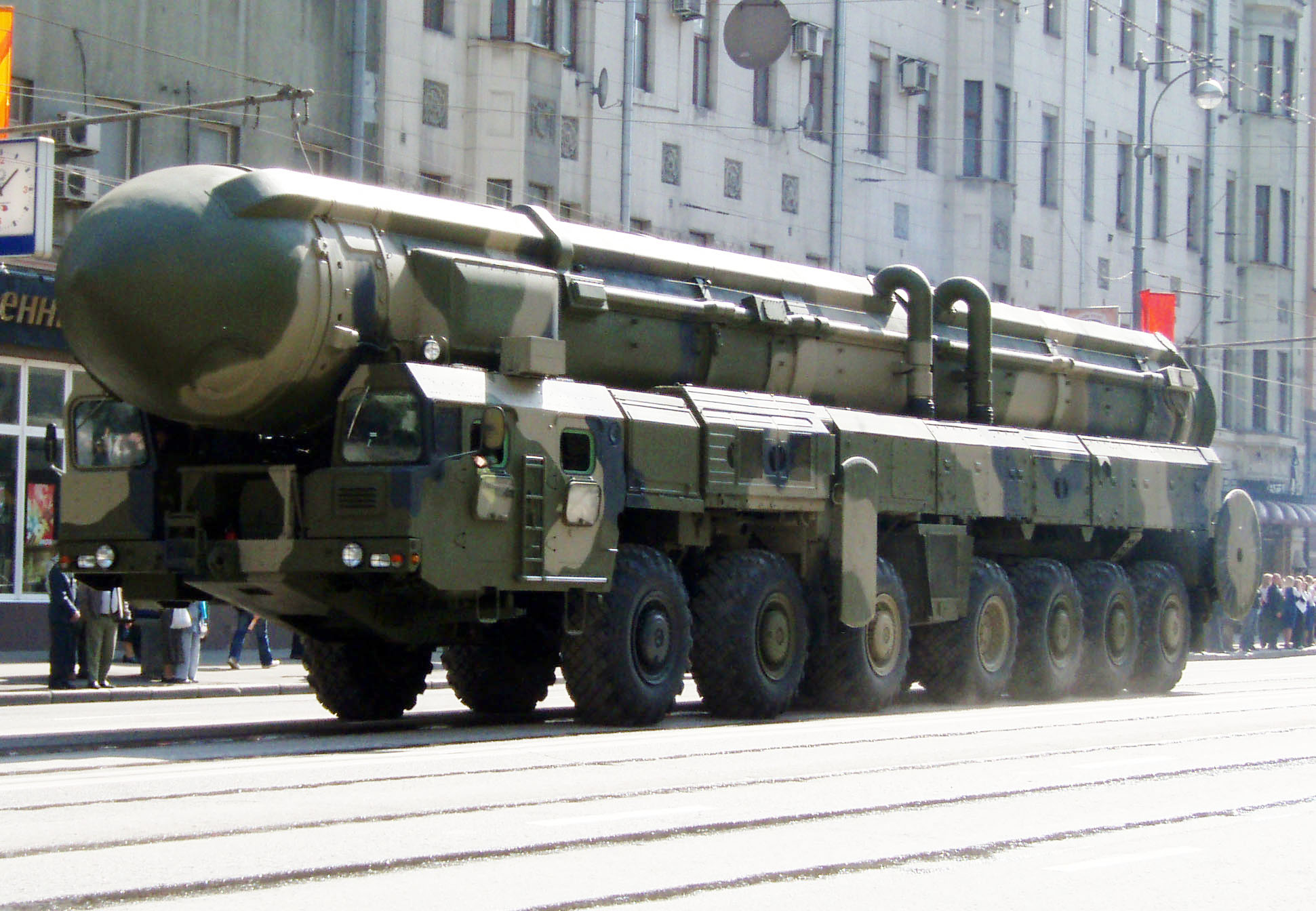
トーポリ

ロシアのロケットの開発は、独ソ戦で勝利したナチス・ドイツから接収したV2ロケットとその技術・人材で大きく進歩した。その技術は世界初の大陸間弾道ミサイルとなったR-7系統を経て現在のソユーズロケットにも連なるものであり、同様のミサイル技術は東欧諸国や中国などにも流れた。現在では後継となるR-27やスカッドミサイル、トーポリとして良く知られるRT-2PMやRT-2PM2などがあり、潜水艦発射弾道ミサイル（SLBM）R-30が開発中である。また短距離ミサイルに9K720等が存在する。これらの軍事技術の一部はロスオボロンエクスポルト社を通じて輸出も行われていると見られる。
偵察衛星はソビエト崩壊後の経済事情からソ連時代に比べ衰えていた。ソ連時代から継続して地上でフィルム回収を行う方式のヤンターリが使われており、2015年まで改良型のヤンターリ‐4K2Mが運用されていた。遠隔通信式の偵察衛星としては2008年にペルソナが打ち上げられ、現状3機が打ち上げられたとみられている。傍受用衛星にはリアーナが存在するがこちらも経済事情から構築は遅延しており、2015年12月現在は3機に留まっている。早期警戒衛星系としてはEKSを構築する予定であり、2015年11月に1号機が、2017年5月に2号機が打ち上げられ、偵察力の回復が図られている。
ミサイル防衛では弾道弾迎撃ミサイル制限条約 (ABM条約) に基づいた開発を行ってきた。迎撃用としてS-300、S-400が存在し、ABM条約で決められた範囲内の弾道弾迎撃能力を保有しており、極東への配備の計画も存在する。また、新型のS-500の開発も行っている。一方、アメリカの弾道弾迎撃ミサイルの欧州配備には反対しており、その後アメリカは東欧でのMD配備の見直しを検討している。

## 国際関係

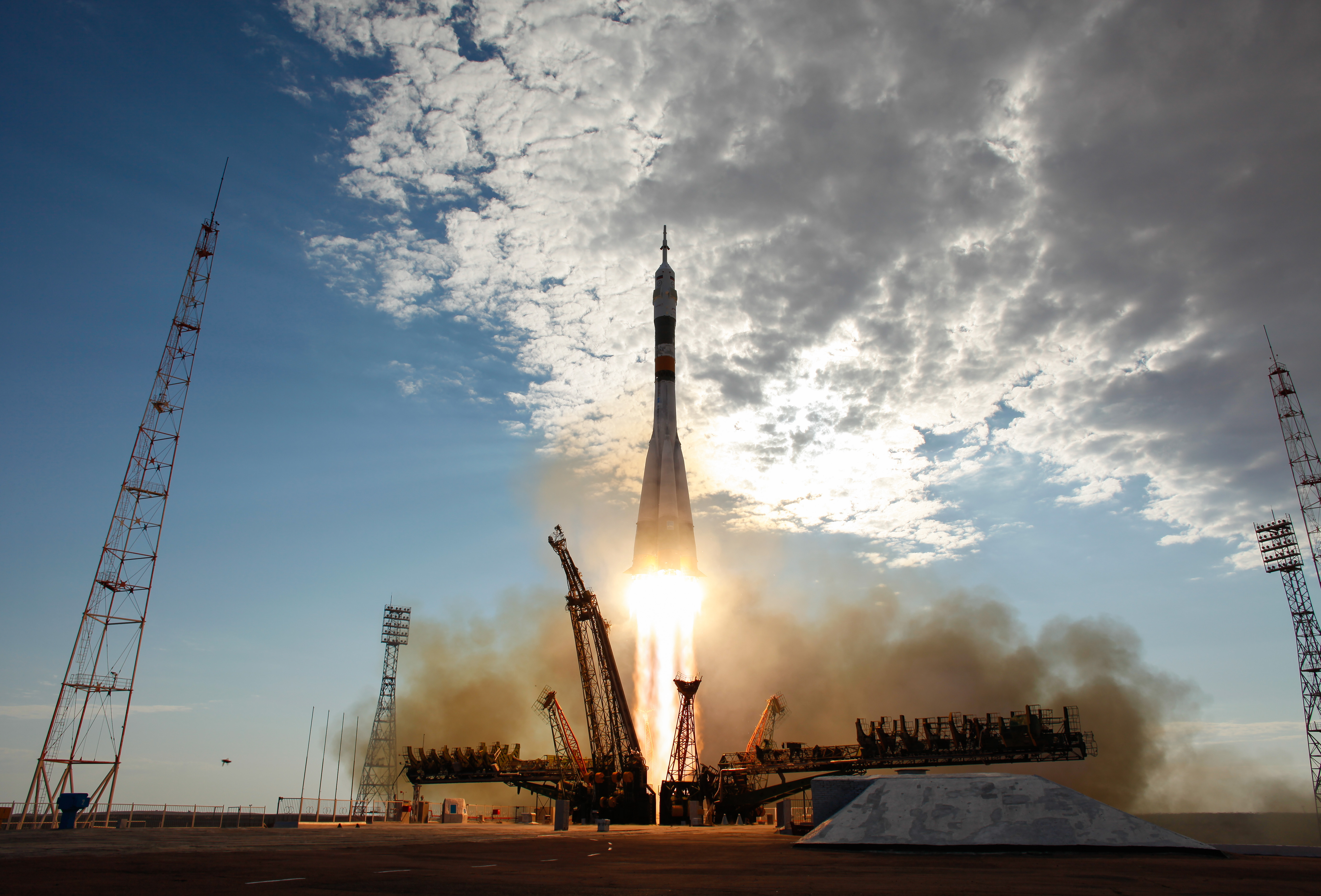
ソユーズTMA-05Mの打ち上げ。

国際宇宙ステーション計画に参加する国の1つであり、現在はロシアのソユーズが人員輸送できる唯一の宇宙機になっている。また、プログレス補給船は毎年4機以上が打ち上げられており、ISSの物資を満たすに必要不可欠な存在となっている。
ロケット打ち上げにおいてはカザフスタンのバイコヌール宇宙基地が重要な役割を果たしており、宇宙基地自体が両国の友好に役立つものとなっている。
また、フランス領ギアナではソユーズ打ち上げのための射場を建設しており、2011年から利用が開始された。また、GRONASSの利用ではインドとの協力に期待がもたれている。「インドの宇宙開発」も参照。